# Lijst van voetbalinterlands Duitsland - Portugal
Deze lijst van voetbalinterlands is een overzicht van alle officiële voetbalwedstrijden tussen de nationale teams van (West-)Duitsland en Portugal. De landen speelden tot op heden negentien keer tegen elkaar. Het eerste duel, een vriendschappelijke wedstrijd, werd gespeeld in Lissabon op 27 februari 1936. De laatste ontmoeting, een halve finale van de UEFA Nations League 2024/25, vond plaats op 4 juni 2025 in München.

## Wedstrijden
| №  | Plaats                | Datum            | Competitie                  | Wedstrijd                 | Uitslag |
| -- | --------------------- | ---------------- | --------------------------- | ------------------------- | ------- |
| 1  | Lissabon              | 27 februari 1936 | Vriendschappelijk           | Portugal – Duitsland      | 1 – 3   |
| 2  | Frankfurt am Main     | 24 april 1938    | Vriendschappelijk           | Duitsland – Portugal      | 1 – 1   |
| 3  | Lissabon              | 19 december 1954 | Vriendschappelijk           | Portugal – West-Duitsland | 0 – 3   |
| 4  | Ludwigshafen am Rhein | 27 april 1960    | Vriendschappelijk           | West-Duitsland – Portugal | 2 – 1   |
| 5  | Hannover              | 17 februari 1982 | Vriendschappelijk           | West-Duitsland – Portugal | 3 – 1   |
| 6  | Lissabon              | 23 februari 1983 | Vriendschappelijk           | Portugal – West-Duitsland | 1 – 0   |
| 7  | Straatsburg           | 14 juni 1984     | EK 1984                     | West-Duitsland – Portugal | 0 – 0   |
| 8  | Lissabon              | 24 februari 1985 | WK 1986 kwalificatie        | Portugal – West-Duitsland | 1 – 2   |
| 9  | Stuttgart             | 16 oktober 1985  | WK 1986 kwalificatie        | West-Duitsland – Portugal | 0 – 1   |
| 10 | Lissabon              | 29 augustus 1990 | Vriendschappelijk           | Portugal – West-Duitsland | 1 – 1   |
| 11 | Porto                 | 21 februari 1996 | Vriendschappelijk           | Portugal – Duitsland      | 1 – 2   |
| 12 | Lissabon              | 14 december 1996 | WK 1998 kwalificatie        | Portugal – Duitsland      | 0 – 0   |
| 13 | Berlijn               | 6 september 1997 | WK 1998 kwalificatie        | Duitsland – Portugal      | 1 – 1   |
| 14 | Rotterdam             | 20 juni 2000     | EK 2000                     | Portugal – Duitsland      | 3 – 0   |
| 15 | Stuttgart             | 8 juli 2006      | WK 2006                     | Duitsland – Portugal      | 3 – 1   |
| 16 | Bazel                 | 19 juni 2008     | EK 2008                     | Portugal – Duitsland      | 2 – 3   |
| 17 | Lviv                  | 9 juni 2012      | EK 2012                     | Duitsland − Portugal      | 1 − 0   |
| 18 | Salvador              | 16 juni 2014     | WK 2014                     | Duitsland − Portugal      | 4 − 0   |
| 19 | München               | 19 juni 2021     | EK 2020                     | Portugal − Duitsland      | 2 − 4   |
| 20 | München               | 4 juni 2025      | UEFA Nations League 2024/25 | Duitsland – Portugal      | 1 − 2   |

## Samenvatting
| Competitie          | Totaal gespeeld | Winst Duitsland | Gelijk | Winst Portugal | Doelsaldo Duitsland – Portugal |
| ------------------- | --------------- | --------------- | ------ | -------------- | ------------------------------ |
| WK-eindronde        | 2               | 2               | 0      | 0              | 7 − 1                          |
| WK-kwalificatie     | 4               | 1               | 2      | 1              | 3 − 3                          |
| EK-eindronde        | 5               | 3               | 1      | 1              | 8 − 7                          |
| UEFA Nations League | 1               | 0               | 0      | 1              | 1 − 2                          |
| Vriendschappelijk   | 8               | 5               | 2      | 1              | 15 − 7                         |
| Totaal              | 20              | 11              | 5      | 4              | 34 − 20                        |

Wedstrijden bepaald door strafschoppen worden, in lijn met de FIFA, als een gelijkspel gerekend.

## Details

### Zesde ontmoeting
| Vriendschappelijk (Lissabon, Portugal, 23 februari 1983): |       |                |
| Portugal | 1 – 0 | West-Duitsland |
| Dito 57' | goals |                |
| - Debuut van Jaime Pacheco, António Paris en Fernando Festas voor Portugal. - Debuut van Wolfgang Rolff (Hamburger SV) en Jonny Otten (SV Werder Bremen) voor West-Duitsland. |       |                |

### Tiende ontmoeting
| Vriendschappelijk (Lissabon, Portugal, 29 augustus 1990): |       |                     |
| Portugal                                                  | 1 – 1 | West-Duitsland      |
| Rui Águas 58'                                             | goals | 15' Lothar Matthäus |

### Vijftiende ontmoeting
| Troostfinale WK 2006 (Stuttgart, Duitsland, 8 juli 2006): |              | |
| Duitsland | 3 – 1        | Portugal |
| Bastian Schweinsteiger 56' Petit 60' (e.d.) Bastian Schweinsteiger 78' | goals        | 88' Nuno Gomes |
| Jürgen Klinsmann | bondscoach   | Luiz Felipe Scolari |
| Oliver Kahn Marcell Jansen Sebastian Kehl Jens Nowotny Bastian Schweinsteiger 79' Torsten Frings Miroslav Klose 65' Philipp Lahm Bernd Schneider Lukas Podolski 71' Christoph Metzelder | opstellingen | Ricardo Paulo Ferreira Richardo Costa Fernando Meira 46' Costinha 77' Pedro Pauleta Simão 69' Nuno Valente Cristiano Ronaldo Maniche Deco |
| Oliver Neuville 65' Mike Hanke 71' Thomas Hitzlsperger 79' | wissels      | 46' Petit 69' Nuno Gomes 77' Luís Figo |
| Torsten Frings 7' Bastian Schweinsteiger 78' | gele kaarten | 24' Richardo Costa 33' Costinha 60' Paulo Ferreira                                                                                        |

### Zestiende ontmoeting
| EK 2008 (Bazel, Zwitserland, 19 juni 2008):                                                                                                |              | |
| Portugal | 2 – 3        | Duitsland |
| Nuno Gomes 40' Hélder Postiga 87' | goals        | 22' Bastian Schweinsteiger 26' Miroslav Klose 61' Michael Ballack |
| Luiz Felipe Scolari | bondscoach   | Joachim Löw (waargenomen door Hans-Dieter Flick) |
| Ricardo Pereira Paulo Ferreira José Bosingwa Petit 73' João Moutinho 31' Simão Pepe Ricardo Carvalho Deco Cristiano Ronaldo Nuno Gomes 67' | opstellingen | Jens Lehmann Arne Friedrich Simon Rolfes 83' Bastian Schweinsteiger 89' Miroslav Klose Michael Ballack 73' Thomas Hitzlsperger Philipp Lahm Per Mertesacker Lukas Podolski Christoph Metzelder |
| Raul Meireles 31' Nani 67' Hélder Postiga 73'                                                                                              | wissels      | 89' Marcell Jansen 83' Clemens Fritz 76' Tim Borowski |
| Petit 26' Pepe 60' Hélder Postiga 90' | gele kaarten | 48' Arne Friedrich 49' Philipp Lahm |

### Zeventiende ontmoeting
| EK 2012 (Lviv, Oekraïne, 9 juni 2012): |                 | |
| Duitsland | 1 – 0           | Portugal |
| Mario Gómez (Sami Khedira) 72' | goals (assists) | |
| Joachim Löw | bondscoach      | Paulo Bento |
| Manuel Neuer Philipp Lahm Holger Badstuber Mats Hummels Jérôme Boateng Bastian Schweinsteiger Sami Khedira Lukas Podolski Mesut Özil 87' Thomas Müller 90+4' Mario Gómez 80' | opstellingen    | Rui Patrício Fábio Coentrão Bruno Alves Pepe João Pereira Miguel Veloso João Moutinho 80' Raul Meireles Cristiano Ronaldo 70' Hélder Postiga Nani |
| Miroslav Klose 80' Toni Kroos 87' Lars Bender 90+4' | wissels         | 70' Nélson Oliveira 80' Silvestre Varela |
| Holger Badstuber 43' Jérôme Boateng 69' | gele kaarten    | 13' Hélder Postiga 60' Fábio Coentrão |

### Achttiende ontmoeting
| WK 2014 (Salvador, Brazilië, 16 juni 2014): |                 | |
| Duitsland | 4 – 0           | Portugal |
| Thomas Müller 12' (pen.) Mats Hummels 32' (Toni Kroos) Thomas Müller 45+1' (Toni Kroos) Thomas Müller 78' (André Schürrle)                                      | goals (assists) | |
| Joachim Löw | bondscoach      | Paulo Bento |
| Manuel Neuer Benedikt Höwedes Mats Hummels 73' Per Mertesacker Jérôme Boateng Philipp Lahm Sami Khedira Mesut Özil 62' Thomas Müller 81' Toni Kroos Mario Götze | opstellingen    | Rui Patrício João Pereira Bruno Alves Pepe 65' Fábio Coentrão 46' Miguel Veloso João Moutinho Raul Meireles Nani Cristiano Ronaldo 28' Hugo Almeida |
| André Schürrle 62' Shkodran Mustafi 73' Lukas Podolski 81' | wissels         | 28' Éder 46' Ricardo Costa 65' André Almeida |
| | gele kaarten    | 11' João Pereira |
| | rode kaarten    | 36' Pepe |